# Preiselbeersauce

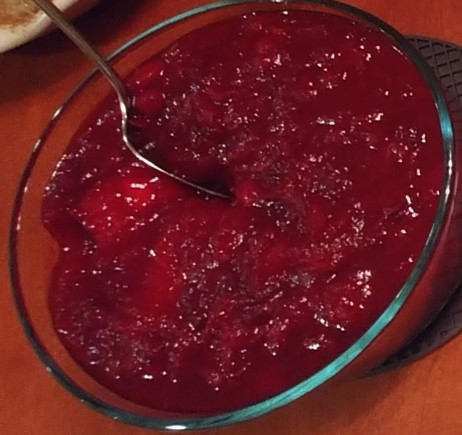
cranberry sauce

Preiselbeersauce (engl. mountain cranberry sauce, franz. sauce aux airelles rouges) ist eine Fruchtsauce aus Preiselbeeren, die zu verschiedenen Wildspeisen, Geflügel und Schweinebraten, zu gebackenem Camembert oder auch zu Süßspeisen wie Pfannkuchen gereicht wird.

## Zubereitung
Für die Preiselbeersauce wird Zucker in Wasser oder Rotwein aufgekocht und abgeschäumt. Danach werden frische Preiselbeeren in den nicht mehr siedenden, sirupartigen Fond gegeben. Nach Belieben kann die Soße durch ein Sieb gestrichen werden, um eine sämige Konsistenz zu erhalten. Preiselbeersauce kann auch aus Preiselbeerkompott hergestellt werden, indem man dieses mit etwas Rotwein und Orangensaft verdünnt. Ebenso ist die Herstellung von gebundenen Preiselbeersaucen auf Basis einer hellen Einbrennsauce bzw. mit Mehl, Kartoffelmehl oder Sago seit dem 19. Jahrhundert überliefert.